# 勇気をだして
『勇気をだして』（ゆうきをだして）は、1998年7月20日から8月28日にかけて、TBS系列の「花王 愛の劇場」枠にて放送された日本の昼のテレビドラマ。放送時間は月曜から金曜の13:00-13:30（JST）。全6週、30回。

## あらすじ
千秋は、一人息子の陸を夏休みに実家のある伊豆下田に連れていく。夫・洋介が大学の密室で謎の死を遂げ、そのショックで無口になった陸を立ち直らせるための帰郷でもあった。千秋は自身の持病である心臓病が悪化し、余命幾ばくもないことを知っていた。一方、陸は下田で迷い犬のサブや3人の仲間と出会う。

## キャスト
- 戸田千秋 - かとうれいこ
- 川嶋敦（千秋の主治医） - 四方堂亘
- 戸田陸（千秋の息子） - 遠藤雄弥
- 小田切直人（千秋の兄） - 谷村好一
- 小田切法子（千秋の義姉） - 花山佳子
- 圭（千秋の姪） - 森本愛未
- カレン（陸の友人） - ジャスミン・アレン
- 晋也（陸の友人） - 芝崎善紀
- リサ（陸の友人） - 大柳絵梨香（現：朝倉えりか）
- 長谷川刑事 - 佐々木勝彦
- 神主 - 城後光義
- 川嶋院長（敦の父） - 筒井康隆
- 戸田洋介（千秋の夫） - 浅野和之
- 小田切佐和（千秋の母） - 中原ひとみ
- 小田切健吾（千秋の父） - 宍戸錠

## スタッフ
- 脚本 - 矢島正雄、飯野陽子
- 演出 - 島崎敏樹、佐藤健光
- プロデューサー - 松本嘉孝
- 制作 - 泉放送制作、TBS

## 主題歌
- 「思い切り泣いてもいいよ」

作詞・作曲：遠藤京子/編曲：小林信吾/歌：石嶺聡子